# Rat der Volksbeauftragten

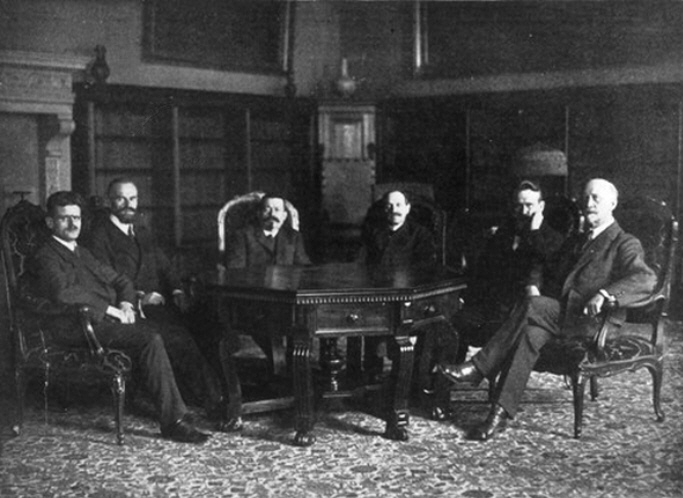
Der Rat der Volksbeauftragten, als er noch aus Politikern beider Parteien zusammengesetzt war. Von links: Emil Barth (USPD), Otto Landsberg (MSPD), Friedrich Ebert (MSPD), Hugo Haase (USPD), Wilhelm Dittmann (USPD), Philipp Scheidemann (MSPD)

Der Rat der Volksbeauftragten war die vom 10. November 1918 bis zum 13. Februar 1919 amtierende provisorische Regierung Deutschlands, die den Übergang vom Kaiserreich zur Weimarer Republik gestaltete. Er wurde im Zuge der Novemberrevolution aus jeweils drei Mitgliedern der Mehrheitssozialdemokraten (MSPD) und der Unabhängigen Sozialdemokraten (USPD) gebildet.
Als Revolutionsregierung übte der Rat in etwa die Kompetenzen aus, die nach der Bismarckschen Reichsverfassung Kaiser und Reichskanzler zugestanden hatten. Die Volksbeauftragten kontrollierten die Staatssekretäre der vormals kaiserlichen Reichsleitung, die größtenteils weiterhin im Amt blieben. Der Rat war ein Kollektivorgan, in dem nominell alle sechs Mitglieder gleichberechtigt waren. Faktisch übte jedoch MSPD-Chef Friedrich Ebert die Funktion des Vorsitzenden aus.
Die Volksbeauftragten beendeten den Ersten Weltkrieg durch den Waffenstillstand vom 11. November 1918 und führten das gleiche und allgemeine Wahlrecht einschließlich des Frauenwahlrechts sowie das Verhältniswahlsystem ein. Aus Protest gegen das gewaltsame Vorgehen von Regierungstruppen gegen die Volksmarinedivision während der Weihnachtskämpfe traten die USPD-Mitglieder am 29. Dezember 1918 aus dem Gremium aus und wurden durch zwei weitere Mehrheitssozialdemokraten ersetzt. Der Rat bezeichnete sich von da an selbst als Reichsregierung.
Die vom Rat ausgeschriebenen Wahlen zu einer verfassungsgebenden Nationalversammlung, die Deutschland auch eine demokratisch legitimierte Regierung geben sollte, fanden am 19. Januar 1919 statt. Die Weimarer Nationalversammlung wählte am 11. Februar 1919 Friedrich Ebert zum Reichspräsidenten. Dieser wiederum ernannte Philipp Scheidemann zum neuen Regierungschef. Dessen Kabinett, dem Mitglieder von MSPD, Zentrumspartei und DDP angehörten, trat am 13. Februar als neue Reichsregierung an die Stelle des Rates der Volksbeauftragten.

## Zustandekommen

### Vorbedingungen: Kriegsniederlage und Revolution
Um die Verantwortung für die absehbare militärische Niederlage im Ersten Weltkrieg von sich abwälzen und sie demokratischen Politikern zuschieben zu können, verlangte die Oberste Heeresleitung (OHL) unter den Generälen Paul von Hindenburg und Erich Ludendorff am 29. September 1918 von der kaiserlichen Reichsleitung die sofortige Herausgabe eines Waffenstillstandsangebots an die Ententemächte und empfahl gleichzeitig, die Reichsverfassung zu ändern. Aus dem autoritär geführten Kaiserreich sollte eine parlamentarisch-demokratische Monarchie werden.
Kaiser Wilhelm II. erklärte sich notgedrungen damit einverstanden und ernannte den als liberal geltenden Prinzen Max von Baden zum Reichskanzler. Dieser nahm erstmals Mitglieder der Mehrheitsparteien des Reichstags in die Regierung auf, darunter den MSPD-Politiker Philipp Scheidemann. Er leitete mit den Oktoberreformen die Demokratisierung des Reichs ein und bat US-Präsident Woodrow Wilson um die Vermittlung eines Waffenstillstands. Aus den Antwortnoten Wilsons ging hervor, dass die Kriegsgegner nur gewillt waren, mit einer demokratischen deutschen Regierung zu verhandeln und auf der Abdankung des Kaisers bestanden.
Gegen diese Forderungen und gegen die Friedenssuche der neuen Regierung richtete sich die Politik der Seekriegsleitung (SKL) unter Admiral Reinhard Scheer. Sie gab am 24. Oktober 1918 einen Flottenbefehl heraus, der auf eine Schlacht der deutschen Hochseeflotte gegen die überlegene Royal Navy hinausgelaufen wäre. Wegen dieses militärisch sinnlosen und politisch kontraproduktiven Vorhabens verweigerten am 29. Oktober zunächst die Matrosen einzelner Schiffe den Befehl. Die SKL brach daraufhin zwar die geplante Operation ab, ließ aber Hunderte von Matrosen verhaften. Dies löste am 3. November 1918 den Kieler Matrosenaufstand aus, der sich innerhalb weniger Tage zu einer Revolution entwickelte, die auf ganz Deutschland übergriff.
Der MSPD-Führung, insbesondere ihrem Vorsitzenden Friedrich Ebert, kam diese Revolution äußerst ungelegen. Sie sah ihre Ziele bereits durch die Oktoberreformen erreicht und glaubte, die Eliten des Kaiserreichs würden sich mit der Demokratisierung abfinden, wenn nur die Monarchie als solche bestehen bliebe. Sie sah ihre Stellung aber zunehmend von der USPD und anderen politischen Kräften auf der Linken bedroht. Mit der USPD hatten sich während des Ersten Weltkrieges die entschiedenen Kriegsgegner von der SPD abgespalten. Den linken Flügel der USPD wiederum bildete der kurz zuvor neu gegründete, marxistische Spartakusbund. Während die USPD mehrheitlich einer parlamentarischen Demokratie zuneigte, vertrat der Spartakusbund rätedemokratische Vorstellungen. Die Führer der MSPD befürchteten jedoch, dass die Anhänger beider Bewegungen  bolschewistischen Ideen nach russischem Vorbild zuneigten. Um während der sich rasch überschlagenden Ereignisse die Initiative und sich Kontrolle über die Revolutionäre zu behalten, forderte auch die MSPD nun den Rücktritt des Kaisers. Dieser hatte sich jedoch aus Berlin ins belgische Spa, ins Hauptquartier der OHL, abgesetzt und zögerte den Thronverzicht immer weiter hinaus.

### Entstehung der Republik
Am Morgen des 9. November 1918 erreichte die Revolution schließlich Berlin; Massen streikender Arbeiter strömten ins Stadtzentrum. Um sie vom offenen Aufstand abzuhalten, wurde die Zeit knapp. Max von Baden verkündete daher eigenmächtig die Abdankung des Kaisers und übergab das Amt des Reichskanzlers an Friedrich Ebert, dem Chef der stärksten Partei im Reichstag. Diese Handlungsweise war im Grunde ein revolutionärer Akt, da nach der noch geltenden Reichsverfassung nur der Kaiser einen neuen Kanzler ernennen konnte. Prinz Max griff zu dieser Notlösung, da der Kaiser durch sein zu langes Zögern in der Abdankungsfrage de facto handlungsunfähig geworden war. Ebert hoffte an diesem Morgen noch immer, die Monarchie als solche retten zu können, und bat Max von Baden, als Reichsverweser für einen noch zu bestimmenden, neuen Kaiser zu fungieren. Der Prinz lehnte dies jedoch ab. Vollends obsolet wurden diese Pläne am Mittag des 9. November. Philipp Scheidemann hatte erfahren, dass der Spartakus-Politiker Karl Liebknecht die Ausrufung einer „Sozialistischen Republik Deutschland“ plante. Um dem zuvorzukommen und die Massen auf Seiten der MSPD zu halten, trat Scheidemann kurzentschlossen an ein Fenster des Reichstagsgebäudes und proklamierte seinerseits die „Deutsche Republik“.
Unter dem Vorsitz Friedrich Eberts, der auf die Erfahrung der bestehenden Administration nicht verzichten wollte, kamen noch am selben Tag die Staatssekretäre zusammen, die Leiter der obersten Reichsbehörden. Diese blieben damit auch nach dem faktischen Ende der Reichsverfassung im Amt. Ebert plante, die Revolution schnell „in geordnete Bahnen zu lenken“, und veröffentlichte am 9. November einen Aufruf, den er als Reichskanzler unterzeichnete. Er sprach von einer neuen (tatsächlich noch gar nicht existierenden) Regierung, die die Geschäfte übernommen habe, um das Volk vor Bürgerkrieg und Hungersnot zu bewahren. Er beschwor die Gefahr der Anarchie, um die Unterstützung der Beamten zu erhalten.
Um von den revolutionären Arbeitern und Soldaten weiterhin akzeptiert zu werden, war es für die MSPD in den Tagen nach dem 9. November von großer Bedeutung, eine Koalition mit der USPD zu bilden. Zwar hatte auch die USPD die Arbeitermassen in Berlin und anderswo nicht unter Kontrolle, nur im Bündnis mit ihr, USPD, war die Position der MSPD überhaupt haltbar. Die revolutionären Arbeiter- und Soldatenräte, die sich als Folge des Matrosenaufstands überall im Land gebildet hatten, setzten sich ohnehin aus Anhängern von MSPD und USPD zusammen und forderten vehement die Einigkeit der beiden Arbeiterparteien. Der gemäßigte Flügel der USPD um Hugo Haase hatte auch deshalb großes Interesse an einem Bündnis, weil die Macht in den Großstädten ansonsten an den linken Flügel um Georg Ledebour oder gar an Liebknechts Spartakisten zu fallen drohte. Da Haase sich am 9. November 1918 noch in Kiel aufhielt, kam es erst am 10. zum entscheidenden Gespräch von MSPD und USPD.
Die beiden Parteien unterschieden sich vor allem in der Frage, ob die neue Regierung bereits vorab Fakten im Sinne einer sozialistischen Umgestaltung Deutschlands schaffen oder entsprechende Maßnahmen einer verfassunggebenden Nationalversammlung überlassen solle. Die USPD trat z. B. dafür ein, Großgrundbesitz und bestimmte Schlüsselindustrien sofort zu verstaatlichen. Den Vertretern der MSPD um Philipp Scheidemann gelang es, einen Kompromiss auszuhandeln, bei dem wesentliche Entscheidungen vertagt wurden. Zwar sollten die Arbeiter- und Soldatenräte die „politische Gewalt“ erhalten und „alsbald“ zusammentreten, wie von der USPD und den Spartakisten gefordert. Doch die MSPD hatte es erreicht, dass der konkrete Ausdruck „exekutive, legislative und jurisdiktionelle Macht“ vermieden wurde. Die MSPD musste es aber hinnehmen, dass die Nationalversammlung erst „nach einer Konsolidierung der durch die Revolution geschaffenen Zustände“ erörtert werden sollte.

### Bildung des Rates

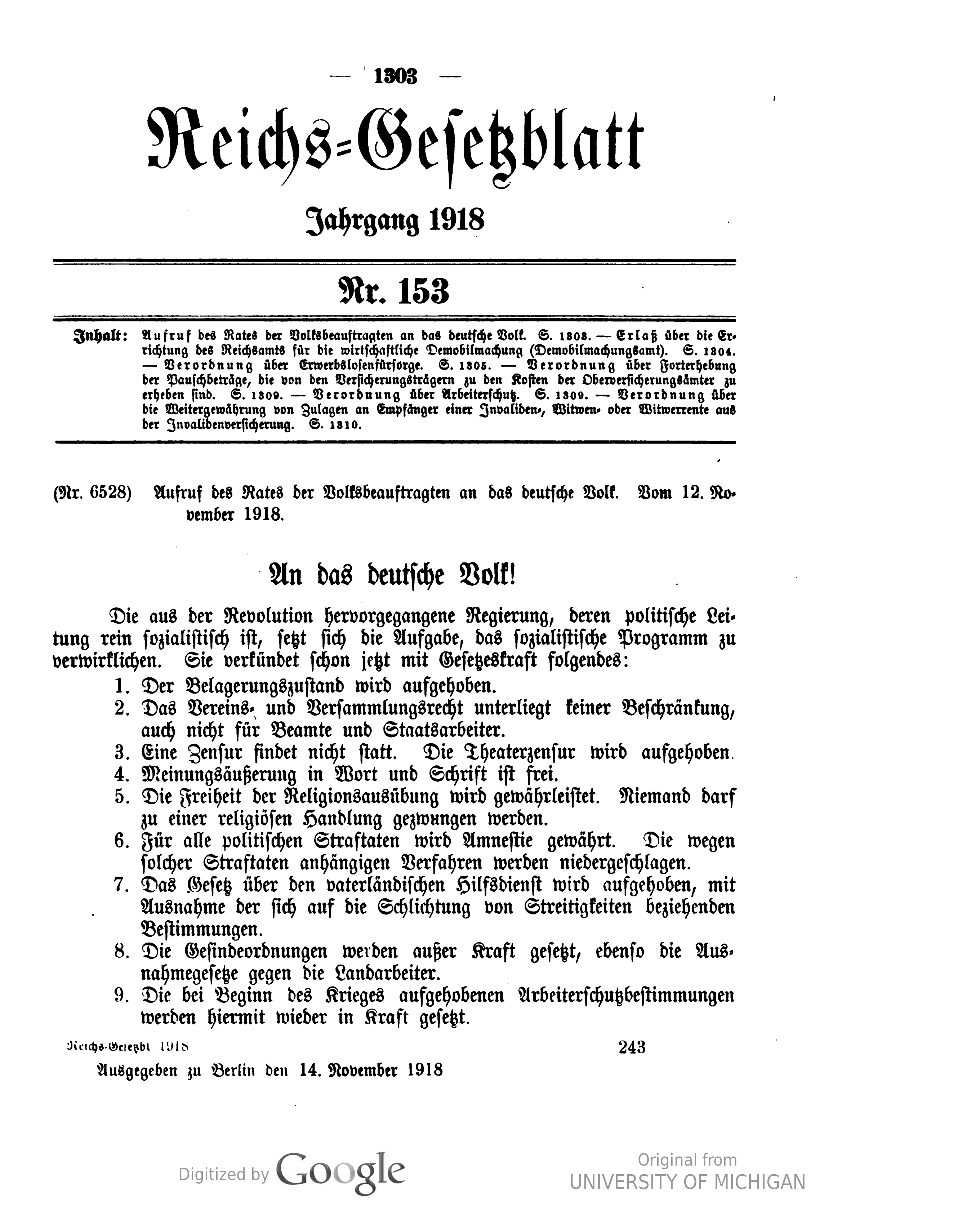
Aufruf des Rates der Volksbeauftragten vom 12. November 1918 im Reichsgesetzblatt

Am späten Nachmittag des 10. November stand die provisorische Revolutionsregierung. Die USPD wollte sie ursprünglich „Rat der Volkskommissare“ nennen, was dann in „Rat der Volksbeauftragten“ eingedeutscht wurde.
Zunächst gehörten dem Rat Friedrich Ebert, Philipp Scheidemann und Otto Landsberg von der MSPD an, sowie Hugo Haase, Wilhelm Dittmann und Emil Barth von der USPD. Ebert und Haase wurden gleichberechtigte Vorsitzende. Philipp Scheidemann betonte die Gleichberechtigung aller Mitglieder und nannte den Rat der Volksbeauftragten einen „sechsköpfigen Reichskanzler“. Ebert aber genoss aber bei den Staatssekretären und Beamten besonderes Vertrauen, da der letzte kaiserliche Reichskanzler ihm das Amt übergeben hatte. Zuweilen verwendete er auch weiterhin den Kanzlertitel, was ihn – auch gegenüber der Obersten Heeresleitung und der Öffentlichkeit – gegenüber Haase hervorhob. Diese Vorrangstellung kam Ebert laut Koalitionsvereinbarung gar nicht zu, betont Ernst Rudolf Huber. Sie war eher ein „stillschweigender Akt der Anerkennung, gleichsam ein permanentes Plebiszit des Vertrauens“.
Wie die USPD es akzeptiert hatte, blieben die „bürgerlichen Fachminister“ (Staatssekretäre) als „technische Gehilfen“ im Amt. Ihnen sollte aber jeweils ein MSPD- und ein USPD-Mann als „politische Unterstaatssekretäre“ beigeordnet werden. Ebert war zufrieden, dass die USPD mit Haase und Dittmann zwei Gemäßigte und mit Barth einen Vertreter des linken Flügels in den Rat entsandten. Durch Barth hoffte Ebert, auch die radikalen Revolutionäre mit einbinden zu können.

## Entwicklung

### Volksbeauftragte und Rätebewegung

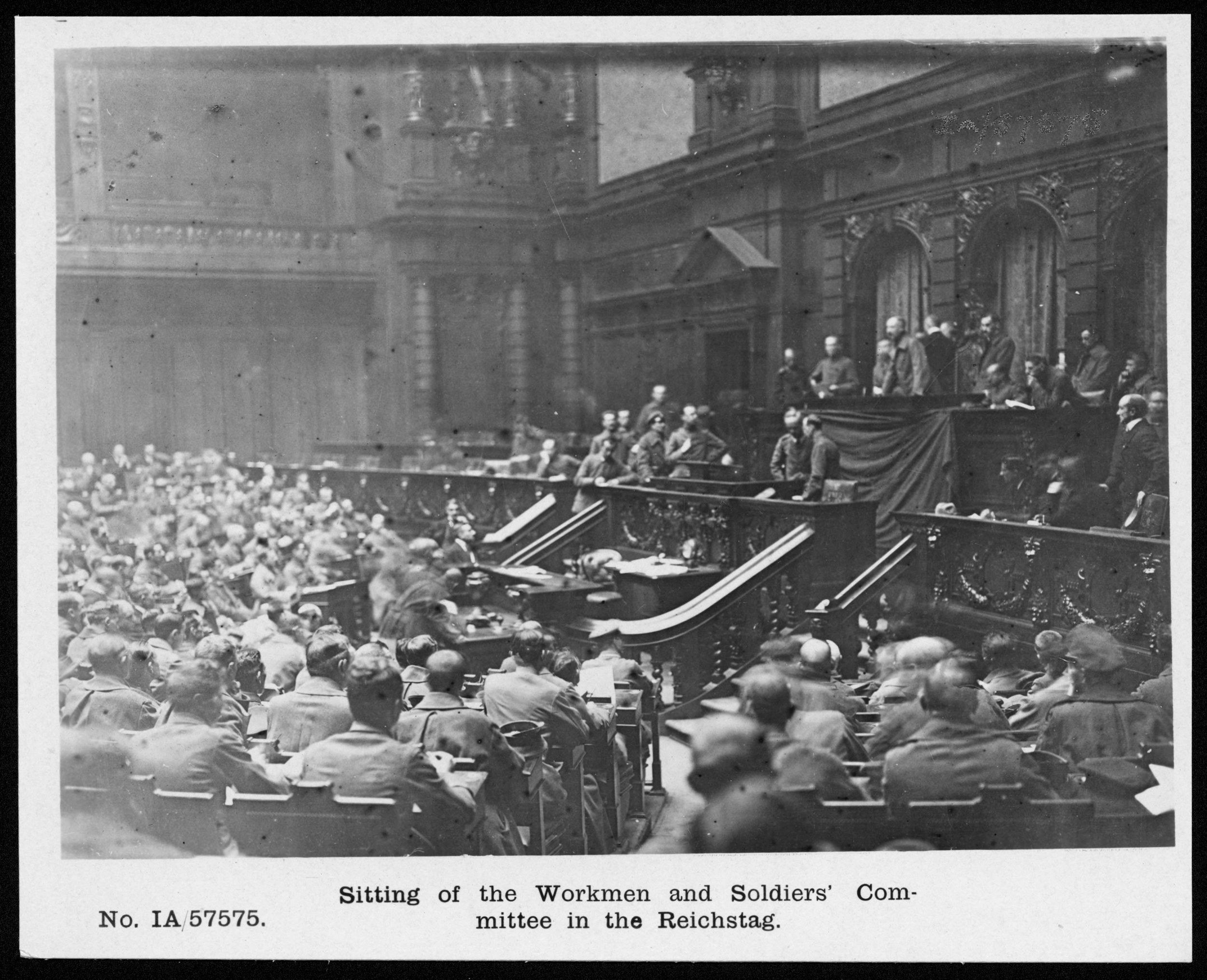
Sitzung des Arbeiter- und Soldaten-Kongresses im Reichstag, Dezember 1918

Am 10. November 1918 ab 17 Uhr trafen sich dreitausend Delegierte von Arbeiter- und Soldatenräten im Zirkus Busch in Berlin, die noch am selben Tag gewählt worden waren. Anders als von den Unabhängigen erwartet, hatte die MSPD dank ihrer Mobilisierungskraft dabei gut abgeschnitten. Zusammen mit dem rechten USPD-Flügel stellte sie schließlich die Mehrheit in der Räteversammlung, die den Rat der Volksbeauftragten bestätigte. Nach damaligen Berichten hat die Versammlung die neue Regierung sogar eingesetzt. Das stimmte so nicht, da der Rat bereits am Nachmittag getagt hatte, aber ohne die Akklamation durch die Räte hatte er sich kaum behaupten können.

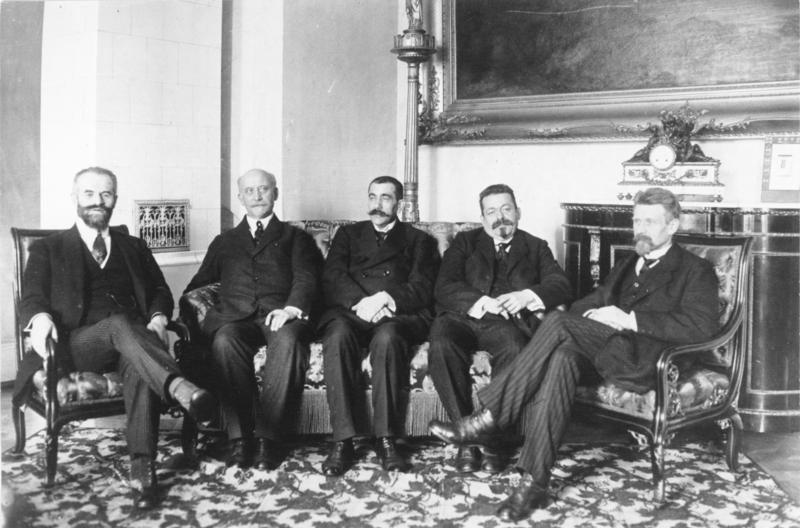
Rat der Volksbeauftragten nach dem 29. Dezember 1918, nur noch aus Mehrheitssozialdemokraten bestehend. Von links: Otto Landsberg, Philipp Scheidemann, Gustav Noske, Friedrich Ebert, Rudolf Wissell.

Außerdem setzte die Räteversammlung einen Vollzugsrat ein, der den Rat der Volksbeauftragten kontrollieren sollte. Er bestand aus je 14 Vertretern von Arbeitern und Soldaten. Die Arbeitervertreter gehörten hälftig beiden Parteien an, bei den Soldatenvertretern war die Situation unübersichtlicher. In der Praxis sah es allerdings so aus, dass der Rat der Volksbeauftragten über den Vollzugsausschuss die Räteorganisation kontrollierte, nicht umgekehrt. Denn die effektive Macht lag beim Rat der Volksbeauftragten, in dem die wichtigen Parteiführer saßen.

„Die parteipolitische Parität im Vollzugsausschuß wie im Rat der Volksbeauftragten war ein deutliches Indiz dafür, daß in der Revolution nicht der ‚Rätestaat‘, sondern der Parteienstaat sich durchsetzte. Die Räteorganisation blieb ein bloßes Hilfsmittel für die Etablierung der Herrschaft der beiden sozialistischen Parteien […].“

In den kommenden Wochen und Monaten änderte sich an dieser Grundkonstellation nichts. Zur Enttäuschung der äußersten Linken entwickelte die Räteorganisation sich nicht zum Organ, das den Weg in den Rätestaat und die Diktatur des Proletariats beschritt. So bestätigte auch der Rätekongress am 25. November 1918 die bisherige Linie. Auch der Erste Allgemeine Kongress der Arbeiter- und Soldatenräte Deutschlands, der vom 16. bis 21. Dezember tagte, sprach sich dafür aus, Deutschlands Zukunft durch eine Nationalversammlung bestimmen zu lassen. Ein Rätestaat mit ständiger Überwachung der Mandatsträger durch die Massen war nie eine realistische Möglichkeit. Die Mehrheit der Arbeiter wünschte dies nicht, und die Wahl einer Nationalversammlung fand in allen Gesellschaftsschichten Zustimmung.
Teile der Revolutionäre, insbesondere Mitglieder des Spartakusbunds, aus dem die Kommunistische Partei Deutschlands hervorging, sahen im Verhalten der MSPD-Führung jedoch einen "Verrat an der Arbeiterklasse". Daraus entwickelten sich Unruhen, wie die Weihnachtskämpfe von 1918 oder der Januaraufstand von 1919, die der Rat der Volksbeauftragten mithilfe regierungstreuer Truppen und rechtsgerichteter Freikorps niederschlagen ließ. Die USPD warf Ebert, Scheidemann und Landsberg vor, die Revolution zu verraten und die alten, antirevolutionären Kräfte zu unterstützen. Daher traten die USPD-Mitglieder am 29. Dezember aus dem Rat der Volksbeauftragten aus.

### Bezug zum bisherigen Staat

Schaubild für das politische System in der Revolutionszeit 1918/1919

Heinrich August Winkler betont: „Ein gutes Maß an Demokratie“ sei schon vor dem 9. November 1918 erreicht worden, denn seit 1867/1871 gab es das allgemeine Reichstagswahlrecht für Männer, Deutschland wurde seit dem 28. Oktober auch de jure parlamentarisch regiert. Das politische System des Obrigkeitsstaates sei im November 1918 zusammengebrochen, hinter dem nur noch eine Minderheit gestanden habe. Allerdings widersetzten sich Monarchisten und Heeresleitung dem Regimewandel, so dass die alten Staatsorgane nicht beibehalten werden konnten. Die unvollendete Revolution von oben habe zur Revolution von unten geführt.
Doch auch nach dem 9. November sei „längst nicht alles zusammengebrochen“: Die Verwaltung arbeitete weiterhin, Justiz und Bildungswesen wurden von der Revolution kaum berührt, die Oberste Heeresleitung wurde rasch Partner des Rates der Volksbeauftragten. Die örtlichen Arbeiter- und Soldatenräte wurden von der MSPD beherrscht und gaben der Verwaltung eine neue Legitimation.
MSPD und USPD hatten im Reichstag keine absolute Mehrheit, die preußische Wahlrechtsreform ließ auf sich warten, und überhaupt musste man dem Volkszorn durch Reformen begegnen. Zudem hatten die beiden sozialistischen Parteien ihre eigenen Vorstellungen davon, wie Deutschland sich entwickeln sollte. Darum bildeten sie ein Bündnis für das Regieren außerhalb der bisherigen (Bismarckschen) Reichsverfassung.
Der Rat der Volksbeauftragten wies den Reichstag an, nicht wieder zusammenzutreten. Reichstagspräsident Fehrenbach (Zentrumspartei) machte dennoch Vorstöße und überlegte auch, ob der Reichstag an einem anderen Ort als Berlin arbeiten könne. Solche Gedanken waren nicht ganz wirkungslos, da sie den Rat unter Zeitdruck setzten. Außerdem verkündete der Rat, dass der bisherige Bundesrat nur noch seine administrativen Funktionen ausüben solle (also nicht mehr die legislativen Funktionen).
Damit war von den bisherigen Staatsorganen keines mehr in Amt und Würden, wenn man die Staatssekretäre des Kabinetts Ebert, von denen mehrere ausgetauscht wurden, nicht als solches betrachtet. Sie bildeten zwar keine Kollegialregierung, verhielten sich aber so. Paradoxerweise wurden die Staatssekretäre, nach der Bismarckschen Verfassung den Weisungen des Reichskanzlers unterlagen, jetzt zu eigenständigen Leitern ihrer Ressorts, also faktisch zu Ministern im heutigen Sinne. Kontrolliert wurde diese Regierung vom Rat der Volksbeauftragten, der die vormalige Rolle von Kaiser, Reichskanzler, Bundesrat und Reichstag ausübte. Der Rat arbeitete seit dem 12. November nach einer Geschäftsordnung. Diese schloss das eigenmächtige Eingreifen einzelner Ratsmitglieder in die Verwaltung aus. Der Rat konnte nur in seiner Gesamtheit den Staatssekretären Weisungen erteilen, und zwar nicht für Einzelfälle, sondern im Sinne von Richtlinien.

### Tätigkeit des Rates
Am 10. November 1918, noch vor der Bildung des Rats, stimmte das Kabinett des neuen Reichskanzlers Ebert dem Waffenstillstandsabkommen von Compiègne zu, mit dessen Inkrafttreten am Folgetag der Erste Weltkrieg endete. Der Rat der Volksbeauftragten musste anschließend die Folgen des Abkommens bewältigen: darunter die Übergabe Elsaß-Lothringens, die militärische Räumung aller französischen, belgischen und linksrheinischen deutschen Gebiete sowie die Auslieferung der Flotte und anderen Kriegsgeräts an die Kriegsgegner.
Schon zwei Tage nach seinem Zusammentritt, am 12. November 1918, richtete der Rat den Aufruf "An das deutsche Volk". Danach erlangten folgende Punkte des "sozialistischen Programms" sofort Gesetzeskraft:
1. Der Belagerungszustand wird aufgehoben.
2. Das Vereins- und Versammlungsrecht unterliegt keiner Beschränkung, auch nicht für Beamte und Staatsarbeiter.
3. Eine Zensur findet nicht statt. Die Theaterzensur wird aufgehoben.
4. Meinungsäußerung in Wort und Schrift ist frei.
5. Die Freiheit der Religionsausübung wird gewährleistet. Niemand darf zu einer religiösen Handlung gezwungen werden.
6. Für alle politischen Straftaten wird Amnestie gewährt. Die wegen solcher Straftaten anhängigen Verfahren werden niedergeschlagen.
7. Das Gesetz über den vaterländischen Hilfsdienst wird aufgehoben, mit Ausnahme der sich auf die Schlichtung von Streitigkeiten beziehenden Bestimmungen.
8. Die Gesindeordnungen werden außer Kraft gesetzt, ebenso die Ausnahmegesetze gegen die Landarbeiter.
9. Die bei Beginn des Krieges aufgehobenen Arbeiterschutzbestimmungen werden hiermit wieder in Kraft gesetzt.

Darüber hinaus dekretierte der Rat in dem Dokument das Frauenwahlrecht für alle Wahlen zu öffentlichen Körperschaften. Darüber hinaus versprach er für den 1. Januar 1919 die Einführung des Achtstundentags und andere sozialpolitische Reformen.
Am 30. November 1918 erließ der Rat eine Verordnung über die Wahlen zur Nationalversammlung. Darin bestätigte sie, dass alle Männer und Frauen ab 20 Jahren wahlberechtigt sein sollten. Mit der Herabsetzung des Wahlalters und der Einführung des Frauenwahlrechts sorgte der Rat für die größte Wahlrechtsausweitung der deutschen Geschichte. Außerdem bestimmte die Verordnung den Übergang vom Mehrheits- zum Verhältniswahlsystem.
Grundlegende Reformen im Militär – und sei es nur die Aufhebung der Grußpflicht außer Dienst – nahm der Rat jedoch nicht in Angriff. Bereits vor seiner Bildung hatte Ebert dies dem neuen Chef der OHL, General Wilhelm Groener, zugesagt (siehe Ebert-Groener-Pakt). Im Gegenzug versprach die Heeresleitung, die neue republikanische Regierung zu unterstützen.
Es ist viel darüber diskutiert worden, ob der Rat der Volksbeauftragten nicht mutiger hätte auftreten müssen, ob man die wichtige Übergangsphase nicht zu einer tiefgreifenderen Veränderung in Staat und Gesellschaft hätte nutzen müssen. Eine Zusammenarbeit mit Beamtenapparat und Militär war unumgänglich. Dennoch hätte das Regime eigene Truppen aufbauen können, die der Republik treu ergeben gewesen wären. Die Sozialdemokraten um Ebert beharrten später darauf, ihnen habe das nötige Fachwissen gefehlt, um Beamte im großen Maße auszuwechseln. Der eigentliche Grund bestand aber darin, dass die MSPD sich zu einschneidenden Veränderungen nicht legitimiert sah.
Am 19. Januar 1919 fanden die allgemeinen Wahlen zur Weimarer Nationalversammlung statt. Diese verabschiedete am 6. Februar das Gesetz über die vorläufige Reichsgewalt, eine Art vorläufiger Verfassung. Dem Gesetz gemäß wählte die Nationalversammlung am 11. Februar Friedrich Ebert zum Reichspräsidenten. Dieser wiederum setzte am 13. Februar die Regierung Scheidemann ein. Damit gab es sowohl ein Parlament als auch eine Regierung, die demokratisch legitimiert waren.

## Mitglieder des Rates der Volksbeauftragten
|  |  | Name                | Amtsantritt       | Amtsende          | Partei | Ressort                                                                                        |
|  |  | ------------------- | ----------------- | ----------------- | ------ | ---------------------------------------------------------------------------------------------- |
|  |  | Friedrich Ebert     | 10. November 1918 | 11. Februar 1919  | SPD    | Vorsitz; Inneres und Militärwesen                                                              |
|  |  | Hugo Haase          | 10. November 1918 | 29. Dezember 1918 | USPD   | Vorsitz; Äußeres, Kolonien und Justiz                                                          |
|  |  | Philipp Scheidemann | 10. November 1918 | 11. Februar 1919  | SPD    | Finanzen                                                                                       |
|  |  | Wilhelm Dittmann    | 10. November 1918 | 29. Dezember 1918 | USPD   | Demobilisierung, Verkehr                                                                       |
|  |  | Emil Barth          | 10. November 1918 | 29. Dezember 1918 | USPD   | Sozialpolitik, Vermittlungsorgan zwischen Reichsrätekongress und dem Rat der Volksbeauftragten |
|  |  | Otto Landsberg      | 10. November 1918 | 11. Februar 1919  | SPD    | Finanzen, Presse- und Nachrichtenwesen (seit 19. November)                                     |
|  |  | Gustav Noske        | 29. Dezember 1918 | 11. Februar 1919  | SPD    | Demobilisierung, Heer und Marine                                                               |
|  |  | Rudolf Wissell      | 29. Dezember 1918 | 11. Februar 1919  | SPD    | Sozialpolitik                                                                                  |

## Zusammensetzung der Regierung
Die Staatssekretäre waren nach der alten Bismarckschen Verfassung die Leiter der obersten Reichsbehörden. Anders als die Minister in anderen Staaten, führten sie ihre Ressorts aber nicht eigenverantwortlich, sondern arbeiteten dem Reichskanzler zu. Sie blieben nach dem 9. November im Amt, obwohl sie ihren Rücktritt angeboten hatten. Am 14. November legte der Rat der Volksbeauftragten eine neue Kabinettsliste mit teils neuen, vor allem aber alten Staatssekretären vor. Einen Reichskanzler oder Vizekanzler gab es nun nicht mehr.
- Auswärtiges Amt, Kolonien: Wilhelm Solf bis 9. Dezember, Ulrich von Brockdorff-Rantzau ab 20. Dezember 1918[22] (beide parteilos)
- Inneres: Hugo Preuß (parteilos, ab 20. November DDP)
- Justiz: Paul von Krause (NLP)
- Marine: Ernst Karl August Klemens von Mann, seit 9. Januar interimistisch Maximilian Rogge (beide parteilos)
- Reichseisenbahnamt: Constantin Fritsch (parteilos)
- Wirtschaft: August Müller (SPD)
- Ernährung: Emanuel Wurm (USPD)
- Arbeit: Gustav Bauer (SPD)
- Post: Otto Rüdlin (parteilos)
- Schatz: Eugen Schiffer, (NLP, nach dem 20. November DDP)
- Leiter der Waffenstillstandsdelegation im Rang eines Staatssekretärs: Matthias Erzberger (Zentrum)
- Wirtschaftliche Demobilmachung (seit 12. November): Joseph Koeth (parteilos)

Außerdem gab es 1918/1919 parlamentarische Unterstaatssekretäre. Das waren Abgeordnete, die einem Reichsressort beigeordnet waren. Solche Politiker waren führende Mitglieder ihrer Reichstagsfraktion und kontrollierten die Staatssekretäre und Unterstaatssekretäre bzw. im preußischen Kriegsministerium den Minister. Diese Praxis gab es bereits während des Kabinetts Baden. Die fachliche Vorbildung und Bedeutung dieser Personen war sehr unterschiedlich.

## Vergleichbare Gremien in den deutschen Gliedstaaten
Auch im Freistaat Sachsen und im Freistaat Braunschweig hießen die ersten beiden nachrevolutionären Regierungen „Rat der Volksbeauftragten“.
Der Rat im Freistaat Braunschweig amtierte vom 22. Februar bis 30. April 1919 (Kabinett Oerter I).
Der Rat in Sachsen regierte vom 15. November 1918 bis zum 14. März 1919:
- Gesamtministerium Lipinski unter Richard Lipinski (USPD) (vom 15. November 1918 bis 16. Januar 1919)
- Gesamtministerium Gradnauer I unter Georg Gradnauer (SPD) (vom 16. Januar 1919 bis 14. März 1919)

In Preußen hingegen, dem größten Gliedstaat, gab es eine solche Doppelung von Revolutionsrat und eigentlichem Kabinett nicht. Das preußische Revolutionskabinett löste die alte Staatsregierung am 12. November 1918 ab; es war zunächst paritätisch mit Politikern beider Parteien besetzt, ebenso wie der Rat der Volksbeauftragten auf Reichsebene.